# Sōshi-kaimei
Sōshi-kaimei (創氏改名) era una política de presión a los coreanos bajo el dominio japonés para que adoptaran nombres japoneses. Consistió en dos partes. La Ordenanza n.º 19, emitida en 1939, requería el sōshi, literalmente "creación de un apellido" (氏 shi); a diferencia de Japón, Corea no había adoptado la práctica occidental de usar universalmente los apellidos (ver Bon-gwan (姓 sei)). La Ordenanza n.º 20, emitida en 1940, permitía el kaimei, el cambio de nombre de pila; esto fue voluntario y al solicitante se le cobraba una tarifa.
Estas ordenanzas, emitidas por el general Jirō Minami, gobernador general de Corea, revirtieron efectivamente una orden gubernamental anterior que prohibía a los coreanos tomar nombres japoneses. Hay varias explicaciones para el propósito de las ordenanzas.

## Orden n.º 124
En 1909, el Imperio de Corea estableció una ley de registro civil, comenzando la creación de un moderno sistema de registro familiar. Con respecto al registro de detalles sobre las mujeres, como el apellido del padre, la edad y la conexión con el titular del registro, debido a la atención que debía prestarse para evitar conflictos con las costumbres coreanas, la redacción de la ley no se completó hasta abril de 1910, justo antes de la anexión de Corea. En ese momento, una parte de los coreanos ya había registrado nombres de estilo japonés y similares, lo que generó confusión. Como resultado, sobre la base de memorandos como la Orden n.º 124, un "Documento sobre los cambios de nombre de los coreanos" emitido por el Gobernador General de Corea el 11 de noviembre de 1911, el uso por parte de los coreanos de "nombres que podrían confundirse con las de los japoneses nativos" ya no estaban permitidas, y se establecieron controles estrictos sobre el registro de nombres de estilo japonés para niños recién nacidos. Además, los coreanos que habían registrado nombres de estilo japonés allí debían volver a sus nombres originales.

## Ordenanzas n.º 19 y 20
En 1939 y 1940, una nueva política de cambio de nombre entró en vigencia por medio de las Ordenanzas n.º 19 y 20. Originalmente, como en Taiwán, la nueva política de cambio de nombre estaba destinada simplemente a permitir el cambio de apellido (sei/seong) y nombre dado, pero debido a que Corea tenía una costumbre establecida desde hace mucho tiempo (recientemente abandonada) por la cual las personas del mismo bon-gwan (apellido y clan) no tuvieron problemas entre sí, para que esta costumbre pudiera continuar, seleccionar la política se implementaría dejando el nombre del clan y el mismo nombre en el registro familiar, al tiempo que se permitía registrar un nuevo apellido (shi/ssi). Por otro lado, en Taiwán, que también estaba bajo el dominio japonés en el mismo período, pero no tenía una costumbre análoga, la política no se describe como "creación de un shi", sino simplemente "cambio de sei y nombre" (改姓名).
Con respecto a la creación de un apellido (shi), había "shi creado por selección (individual)" (設定創氏) y "shi creado por ley" (法定創氏). En el medio año comprendido entre el 11 de febrero y el 10 de agosto de 1940, aquellos que proporcionaron una notificación podrían crear un shi de su elección, mientras que aquellos que no proporcionaron ninguna notificación tendrían su shi definido por el nombre del clan (sei) del jefe del dueño de casa. Después de la "creación de un nombre de familia", un coreano tenía tres nombres que son un nombre de familia shi, un nombre de clan sei y un nombre personal mei (nombre), todos los cuales se registran en el registro familiar de una persona junto con el lugar de origen del clan, bon-gwan. Dado que todos los miembros de una familia comparten el mismo nombre de familia shi, el shi de la esposa y, por lo tanto, el primer carácter en su nombre legal, sería el mismo que el de su esposo, que difería del nombre tradicional del clan coreano sei, según el cual una esposa mantuvo su sei incluso después del matrimonio (ver tabla). Además de eso, también podría aprobarse la selección de un shi con una lectura de estilo japonés; para acompañar a tal shi, también estaba permitido cambiar el nombre de pila a un nombre de estilo japonés; Como el cambio de nombre de pila era voluntario, se le cobraría una tarifa. Además, al mismo tiempo, también se introdujo el sistema mukoyōshi, es decir, la adopción del esposo de una hija (婿養子制度), que hasta entonces había estado prohibido por la ley coreana. Este caso también se incluyó en la política del sōshi-kaimei.
La declaración de shi seleccionado individualmente y los cambios de nombre inicialmente (en febrero de 1940) se realizaron sobre la base de una notificación voluntaria. Sin embargo, en la reunión de gobernadores de la prefectura de abril, debido a instrucciones tales como "Se debe tener especial consideración para que el registro shi de todos los hogares pueda completarse para el próximo 20 de julio", la administración comenzó a promover seriamente la política, y como resultado, a partir de abril, el número de hogares que registraron shi seleccionados individualmente comenzó a aumentar considerablemente. Hasta abril, solo el 3,9% de todos los hogares habían notificado la creación de un shi, pero para el 10 de agosto, esa cifra había aumentado al 80,3%. Además, las declaraciones que se oponen a la política del sōshi-kaimei fueron censuradas de acuerdo con las leyes de seguridad interna.
Hay varios puntos de vista con respecto a este aumento repentino. La mayoría argumenta que existió la compulsión y el acoso oficiales contra individuos que no crearían un nuevo shi al estilo japonés, pero no están de acuerdo si esto fue el resultado de prácticas individuales no autorizadas por parte de funcionarios de bajo nivel, la política de algunas organizaciones gubernamentales regionales o una intención general. del gobierno colonial. Otros argumentan que los coreanos que buscan evitar la discriminación por parte de los japoneses crearon voluntariamente apellidos de estilo japonés.
Independientemente, de los coreanos que viven en Corea, la proporción de quienes cambiaron su nombre de pila alcanzó solo el 9,6%. Entre los coreanos que viven en el continente de Japón, la proporción de quienes crearon un nuevo shi por selección individual alcanzó el 14,2%.

## Restauración de los nombres originales
Después de la liberación de Corea del dominio japonés, el 23 de octubre de 1946, la administración militar de los Estados Unidos emitió la Orden de Restauración de Nombres al sur del paralelo 38, lo que permitió a los coreanos restaurar sus nombres coreanos si lo deseaban. Sin embargo, no todos los coreanos volvieron a usar sus nombres originales, especialmente los coreanos que vivían fuera de Corea. Muchos coreanos zainichi optaron por conservar sus nombres japoneses, ya sea para evitar la discriminación, o más tarde, para cumplir con los requisitos de naturalización como ciudadanos japoneses, mientras que algunos coreanos sakhalin que habían tomado nombres japoneses fueron registrados por las autoridades soviéticas con esos nombres (que aparecían en sus documentos de identidad japoneses) después de que el Ejército Rojo ocupara Karafuto, y hasta el día de hoy no han podido revertir sus nombres legales a los originales coreanos.

## Registro de nombres de personas prominentes

### Los que tomaron un nombre de estilo japonés
- Kim Suk-won (金錫源), Kaneyama Shakugen (金山錫源), Mayor General del Ejército Imperial Japonés.[9]
- Park Chung-hee (朴正熙), Takagi Masao (高木正雄), Teniente en el Ejército de Manchukuo, luego presidente de Corea del Sur.[10]
- Lee Myung-bak (李明博), Tsukiyama Akihiro (月山明博), más tarde presidente de Corea del Sur.[11]
- Kim Dae-jung (金大中), Toyota Daiju (豊田大中), más tarde presidente de Corea del Sur.

### Los que conservaron su nombre de estilo coreano
- Hong Sa-ik (洪思翊), Teniente General en el Ejército Imperial Japonés.[12]
- Pak Chun-geum (朴春琴), miembro de la Cámara de Representantes de Japón.
- Han Sang-ryong (韓相龍), miembro de la Cámara de los Pares.
- Yi Gi-yong (李埼鎔), miembro de la Cámara de los Pares.

## Cronología de los procedimientos de registro familiar en Corea
| Año | Individuo                                    | Nombre del Clan; bon-gwan (本貫) y seong (姓) | Apellido; ssi (氏)                  | Nombre; mei (名)                    | Nombre completo/registro                                                        |
| --- | -------------------------------------------- | --------------------------------------------- | ----------------------------------- | ----------------------------------- | ------------------------------------------------------------------------------- |
| Antes de 1909: Registro en el registro familiar (族譜) (El registro familiar generalmente era administrado por el jefe del clan; sin embargo, algunos ciudadanos no tenían una canción) | Marido                                       | Gimhae Kim (金海金)                           | Ninguno                             | Mu-hyeon (武鉉)                     | Kim Mu-hyeon (金武鉉)                                                           |
| Antes de 1909: Registro en el registro familiar (族譜) (El registro familiar generalmente era administrado por el jefe del clan; sin embargo, algunos ciudadanos no tenían una canción) | Esposa                                       | Gyeongju Yi (慶州李)                          | Ninguno                             | None                                | Sin registro, ya que el nombre de la mujer no se registró en el registro (族譜) |
| 1910 a 1940: sistema de leyes Minseki (民籍法制定) | Marido                                       | Gimhae Kim (金海金)                           | Ninguno                             | Mu-hyeon (武鉉)                     | seong y Kim Mu-hyeon como nombre dado (金武鉉)                                  |
| 1910 a 1940: sistema de leyes Minseki (民籍法制定) | Esposa                                       | Gyeongju Yi (慶州李)                          | Ninguno                             | Mu-a (撫兒)                         | seong y Yi Mu-a como nombre dado (李撫兒)                                       |
| 1940 a 1945: sōshi-kaimei (el nombre legal, que solía ser seong y nombre, porque ssi y nombre)                                                                                          | En el caso de un ssi creado por ley          | En el caso de un ssi creado por ley           | En el caso de un ssi creado por ley | En el caso de un ssi creado por ley | En el caso de un ssi creado por ley                                             |
| 1940 a 1945: sōshi-kaimei (el nombre legal, que solía ser seong y nombre, porque ssi y nombre)                                                                                          | Marido                                       | Gimhae Kim (金海金)                           | Gim                                 | Mu-hyeon (武鉉)                     | ssi y Kim Mu-hyeon como nombre dado (金武鉉)                                    |
| 1940 a 1945: sōshi-kaimei (el nombre legal, que solía ser seong y nombre, porque ssi y nombre)                                                                                          | Esposa                                       | Gyeongju Yi (慶州李)                          | Gim                                 | Mu-a (撫兒)                         | ssi y Kim Mu-a como nombre dado (金撫兒)                                        |
| 1940 a 1945: sōshi-kaimei (el nombre legal, que solía ser seong y nombre, porque ssi y nombre)                                                                                          | En el caso de un ssi creado por el individuo |                                               |                                     |                                     |                                                                                 |
| 1940 a 1945: sōshi-kaimei (el nombre legal, que solía ser seong y nombre, porque ssi y nombre)                                                                                          | Marido                                       | Gimhae Kim (金海金)                           | Yamato (大和)                       | Takehiro (武鉉)                     | ssi y Yamato Takehiro como nombre dado (大和武鉉)                               |
| 1940 a 1945: sōshi-kaimei (el nombre legal, que solía ser seong y nombre, porque ssi y nombre)                                                                                          | Esposa                                       | Gyeongju Yi (慶州李)                          | Yamato (大和)                       | Nadeshiko (撫子)                    | ssi y Yamato Nadeshiko como nombre dado (大和撫子)                              |
| Después de 1946 Orden de restauración de nombre | Marido                                       | Gimhae Kim (金海金)                           | Ninguno                             | Mu-hyeon (武鉉)                     | seong y Kim Mu-hyeon como nombre dado (金武鉉)                                  |
| Después de 1946 Orden de restauración de nombre | Esposa                                       | Gyeongju Yi (慶州李)                          | Ninguno                             | Mu-a (撫兒)                         | seong y Yi Mu-a como nombre dado (李武鉉)                                       |

- El período de solicitud para la creación de un ssi se limitó a seis meses de duración, mientras que no hubo un límite de tiempo para el cambio del nombre de pila.
- Los niños heredaron el bon-gwan y seong de su padre.
- Los hijos de una mujer soltera heredaron el bon-gwan y seong de la mujer.
- Incluso si uno se casa, la región nativa registrada y el nombre del clan no se pueden cambiar.
- De acuerdo con el derecho consuetudinario coreano (ahora ya no se sigue), uno no puede casarse con una persona con el mismo nombre de clan y el mismo origen de clan relacionado dentro de 6 u 8 grados.